# Erinaceus roumanicus
Espèce
Statut de conservation UICN

 LC  : Préoccupation mineure
Répartition géographique
Le hérisson de Roumanie (Erinaceus roumanicus) ou hérisson des Balkans est une espèce du genre des hérissons à petites oreilles. Avec le hérisson commun, c'est la seule espèce de hérisson d'Europe centrale encore en vie.

## Aire de répartition

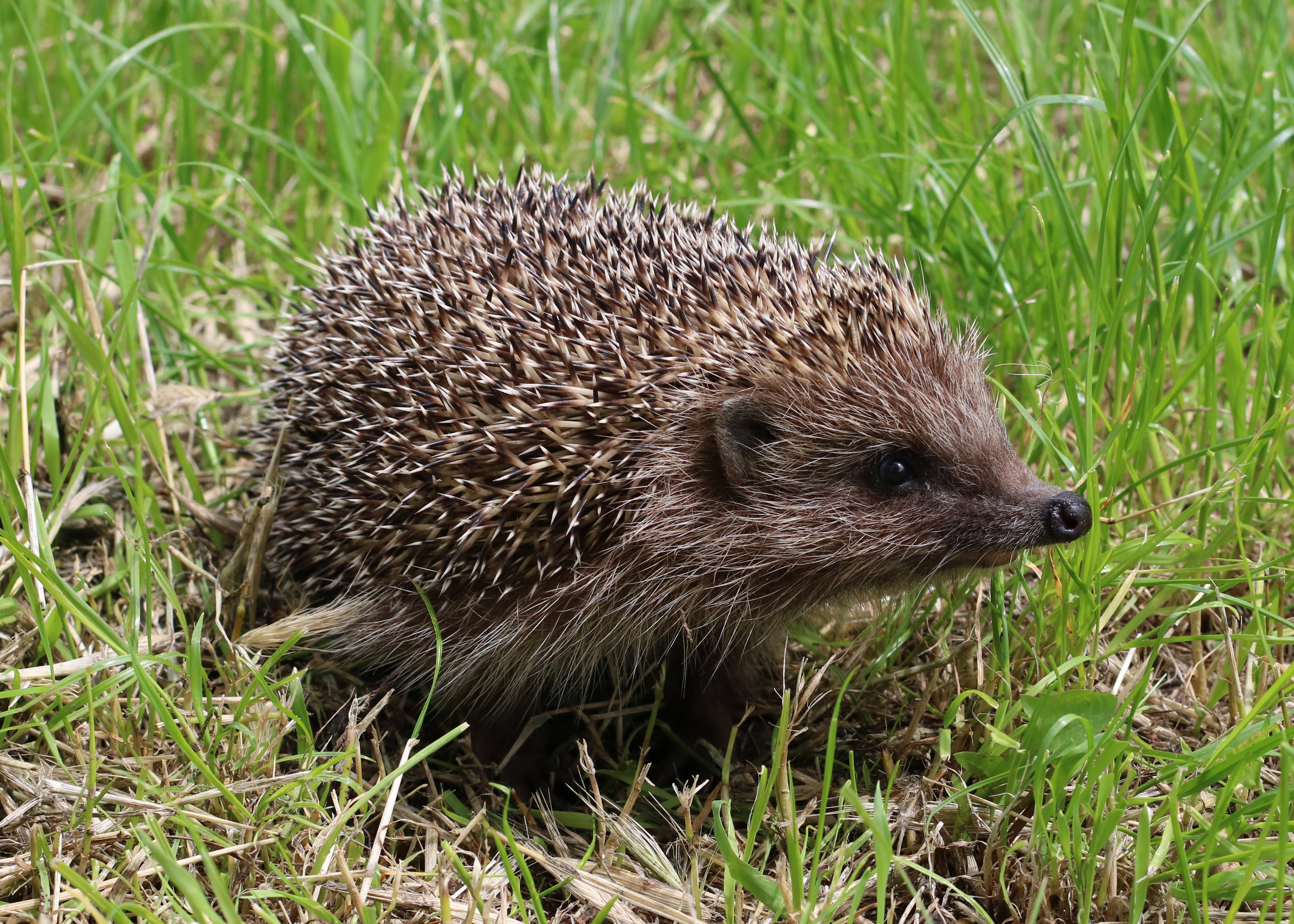
Un Erinaceus roumanicus en Ukraine.

Le hérisson de Roumanie fait partie de la faune autochtone d'Europe centrale et orientale, y compris la péninsule des Balkans, l’île de Crète et les pays baltes. Il fait également partie de la faune autochtone du nord du Caucase et de Sibérie occidentale. En altitude, on le rencontre depuis le niveau de la mer jusqu'à 1 400 m.

## Description

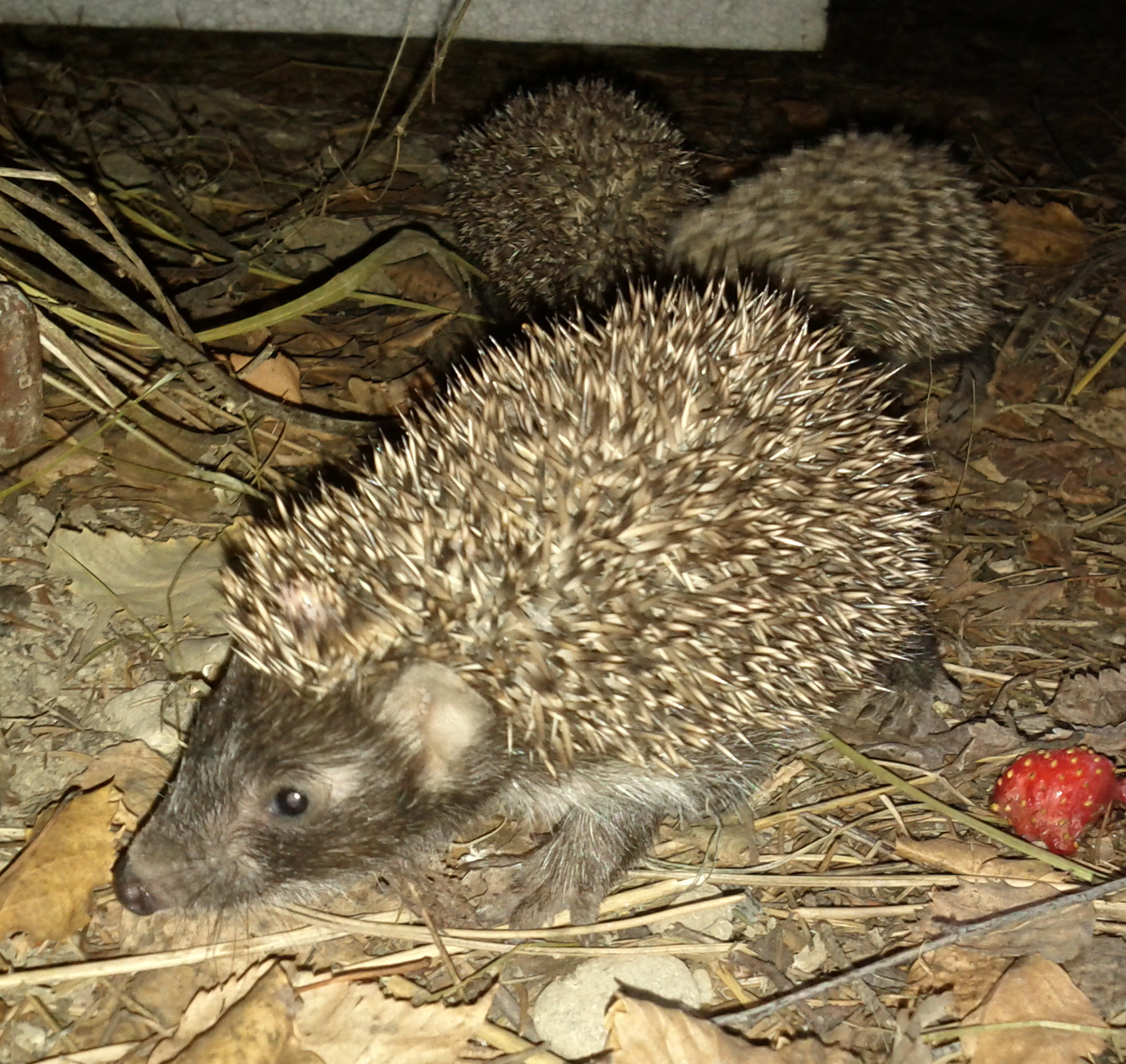
Un jeune sujet.

Il se différencie du hérisson commun surtout par la couleur plus claire de sa face ventrale.
Avec un tronc, tête comprise, mesurant entre 171 mm et 280 mm, il est plus trapu que le hérisson de l'Europe de l'Est. Sa queue a une longueur de 29 mm, ses pattes mesurent de 38 à 43 mm, les oreilles de 28 à 34 mm, la « longueur condylobasale » (une mesure de la longueur du crâne) varie de 50 à 64 mm et le poids de 240 à 1 232 g. Les bandes claires de la face ventrale sont blanchâtres, et la poitrine est toujours blanche.
Le dos et la face postérieure du crâne sont tachetées. En cas d'attaque, l'animal se met en boule.

## Histoire naturelle
Le hérisson de Roumanie habite aussi bien les forêts et les champs que les jardins publics ou les jardins domestiques, en ville comme à la campagne. Comme son cousin le hérisson commun, c'est un opportuniste qui préfère les terres agricoles aux espaces naturels vierges. Ce sont des prédateurs nocturnes et solitaires, qui passent la journée dans leur terrier, pour rechercher leur nourriture de préférence la nuit. Ils se nourrissent principalement d'insectes, de vers et de myriapodes.

## Comportement reproductif
Lorsqu'un mâle s'approche d'une femelle, celle-ci réagit le plus souvent de façon défensive, en rentrant la tête et en se mettant en boule. Le mâle contourne la femelle, pousse des cris aigus et essaye à plusieurs reprises de la monter. Ces tentatives sont généralement infructueuses, à moins que la femelle se décide pour ce prétendant : elle se couche alors sur le ventre et fait s'aplatir ses épines ; le mâle s’accroche par les dents aux poils de la femelle. Les deux individus se séparent une fois l'accouplement terminé.

## Systématique
À l'origine on rattachait le hérisson d'Europe orientale au hérisson d'Europe, puis il fut considéré comme une sous-espèce du hérisson de Roumanie ; de nouvelles recherches ont montré la différence entre les deux espèces. Hutterer (2005) distingue prudemment les variétés suivantes du hérisson d'Europe orientale :
- Erinaceus roumanicus roumanicus, Barrett-Hamilton, 1900
- Erinaceus roumanicus bolkayi, V. Martino, 1930
- Erinaceus roumanicus drozdovskii, V. et E. Martino, 1933
- Erinaceus roumanicus nesiotes, Bate, 1906
- Erinaceus roumanicus pallidus, Stroganov, 1957